# Selenia nigrolineata
Selenia nigrolineata är en fjärilsart som beskrevs av Barend J. Lempke 1951. Selenia nigrolineata ingår i släktet Selenia och familjen mätare. Inga underarter finns listade.